# 石鑒 (西晋)
石 鑒（せき かん、? - 294年）は、西晋の政治家。字は林伯。冀州楽陵郡厭次県の人。子は石陋。後趙の石鑑（石鑒）とは別人。

## 生涯
寒門の出であったが雅な志と公明さがあった。魏に仕えて尚書郎、侍御史、尚書左丞、御史中丞などを歴任し、多くを糾弾し朝廷で憚られた事から地方に出され并州刺史、仮節、護匈奴中郎将となった。
（曹爽が朝廷を専断し、司馬懿が隠棲していた）247年の頃、石鑒は山濤と宿を共にしていた。すると夜中に山濤に蹴り起され「いま眠っている場合か！太傅（司馬懿）が雌伏する意図がわかるか？」と言ってきたので「宰相が三度、朝見しなければ詔で自宅に帰らされるまでの事。卿はなにを心配しているのだ！」と答えた。しかし「おい！石生、戦に気を付けろよ！」と山濤は言い残すと官を棄てたため、その後に起こった正始の変に巻き込まれることはなかった。
265年、武帝・司馬炎が受禅すると堂陽子に封じられ司隷校尉から尚書に遷った。泰始5年（269年）10月、司隷校尉の管轄の汲郡太守・王宏の治績を顕彰する上奏を行い、また司隷部従事・苟晞を深く尊敬したという。一方で怨恨のあった河南尹・杜預を弾劾して罷免させた。また束皙兄弟とは因縁があり、束皙の兄・束璆が石鑒の従姉妹を離縁したため、州郡公府に圧力をかけて仕官を妨害しており、石鑒死後にやっと用いられたという。
270年、樹機能の乱で秦、涼州が荒廃すると安西将軍代行、都督秦州諸軍事に任じられた。長安に到着すると、出撃を命じた安西軍司・杜預が「賊の勢いが盛んなため、春まで待つべし」といった進言をしたため激怒し、「未許可の城門、官舍修理」を罪状にして弾劾した。杜預は護送され廷尉に送られたが、情勢は杜預の予見した通りで、石鑒も勝てず軍を返した。この際に論功が実態と異なっていたため、杜預に糾弾され、お互いに声を荒げて言い争うと、二人とも罷免された。その後、鎮南将軍、豫州刺史に任じられたが、呉との戦いで得た首級の数を誇張して報告した。
司馬炎は「昔、雲中太守・魏尚の不実の罪は斬首、武牙将軍・田順の捕虜数の偽装は自害と、古今から虚偽は忌み嫌われた。石鑒は大臣であるため吾は信じ、西方の事態では敗北を勝利と欺き朝廷の追及を逃れた。またしばらくして用いられると石鑒は過去の失敗を補ったが、再び虚言をなした。これが大臣と呼べるだろうか！しかし、有司の上奏はあるが、石鑒の実績を顧みると実刑は忍びない。今郷里に帰らせ終身任用しないことにして、爵土を削ることはしない。」と詔を下した。
しかし、その後は久しくして光禄勲を拝し、再び司隷校尉となり特進を加えられ、右光録大夫から司徒を領して開府した。三公は任命されるとみな小さな宴を設けるのが慣例であったが魏末期から廃れていた。しかし、石鑒が三公になると詔により宴が開かれるようになり、その後は通例となった。太康年間の末（289年頃）、司空に遷り太子太傅となった。
司馬炎が崩御すると中護軍の張劭と共に山陵（武帝の墓）の造成を監督することになった。当時、大司馬の司馬亮は太傅の楊駿から疑われ、葬儀に出席せず城外で野営していた。その時、司馬亮が楊駿討伐に挙兵したと告発するものが出ると、楊駿は楊太后経由で帝に詔を書かせ、石鑒と張劭に陵墓の兵で司馬亮討伐を命じた。張劭は楊駿の甥であり出兵を急かしたが、石鑒はそれを押し止めた。また司馬亮を偵察させるとすでに別道から許昌に向かっていたため、討伐は沙汰止みとなり、当時の論者から賞賛された。
山陵が完成すると昌安県侯に封じられ、太熙元年（290年）10月に太尉となった。当時の石鑒は80代であったが少年のように壮健であったため周囲から賛美された。294年正月に薨ずると「元」と諡された。